# Sonate K. 91
La sonate K. 91 (F.52/L.176) en sol majeur est une œuvre pour clavier et violon du compositeur italien Domenico Scarlatti.

## Présentation
La sonate en trio K. 91, en sol majeur, est notée Grave – Allegro – Grave – Allegro et occupe huit pages du manuscrit de Venise (la seule source). C'est l'une des œuvres, avec les sonates K. 81, 88, 89 et 90 qui forment un ensemble spécial dans le corpus. Il s'agit de sonates en plusieurs mouvements dont la partition se réduit à un dessus (violon, mandoline, instrument vent) et une basse chiffrée. L'exécution au clavecin seul n’est pas satisfaisante et réclame un ensemble de musiciens.

## Manuscrits

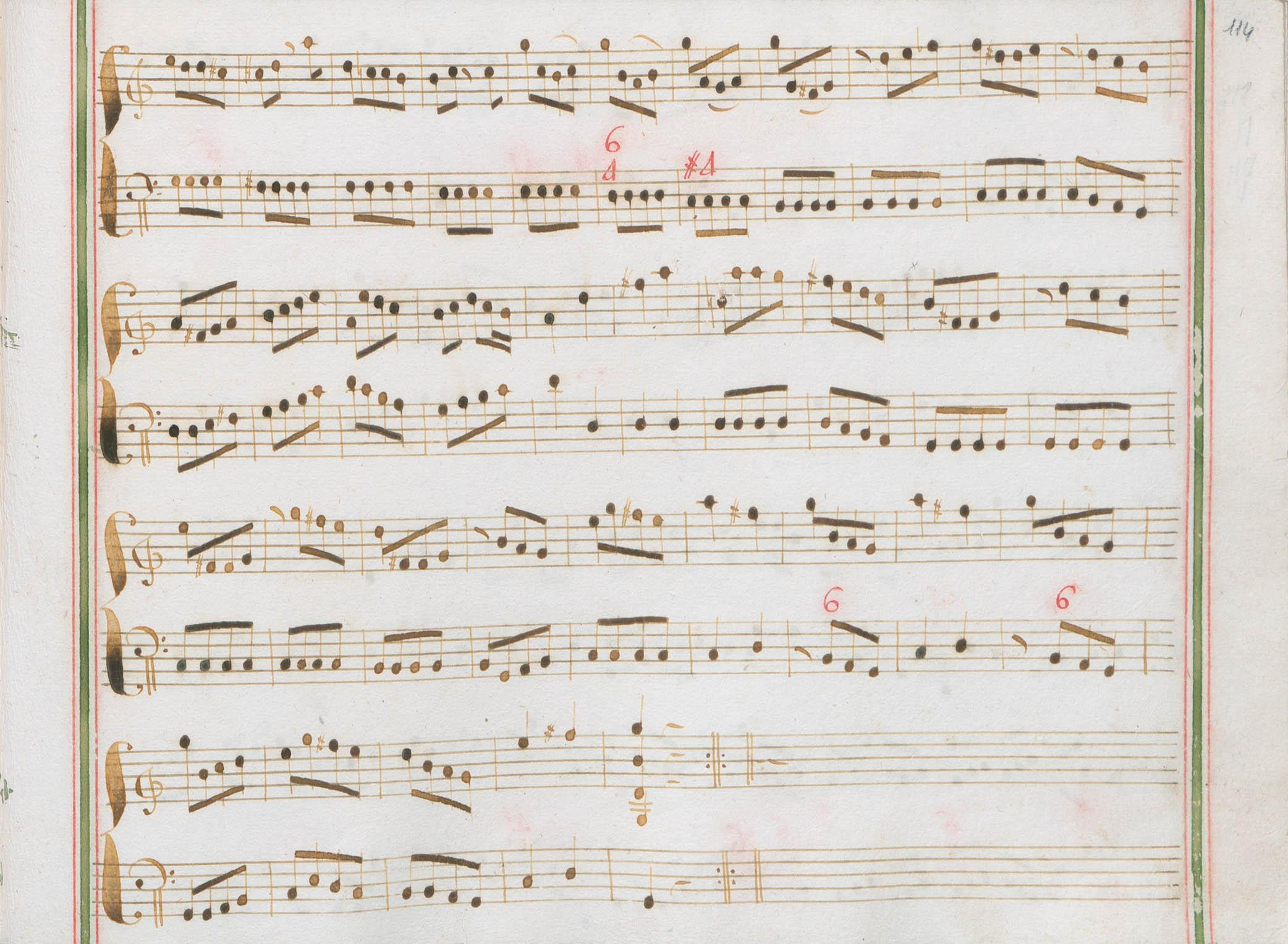
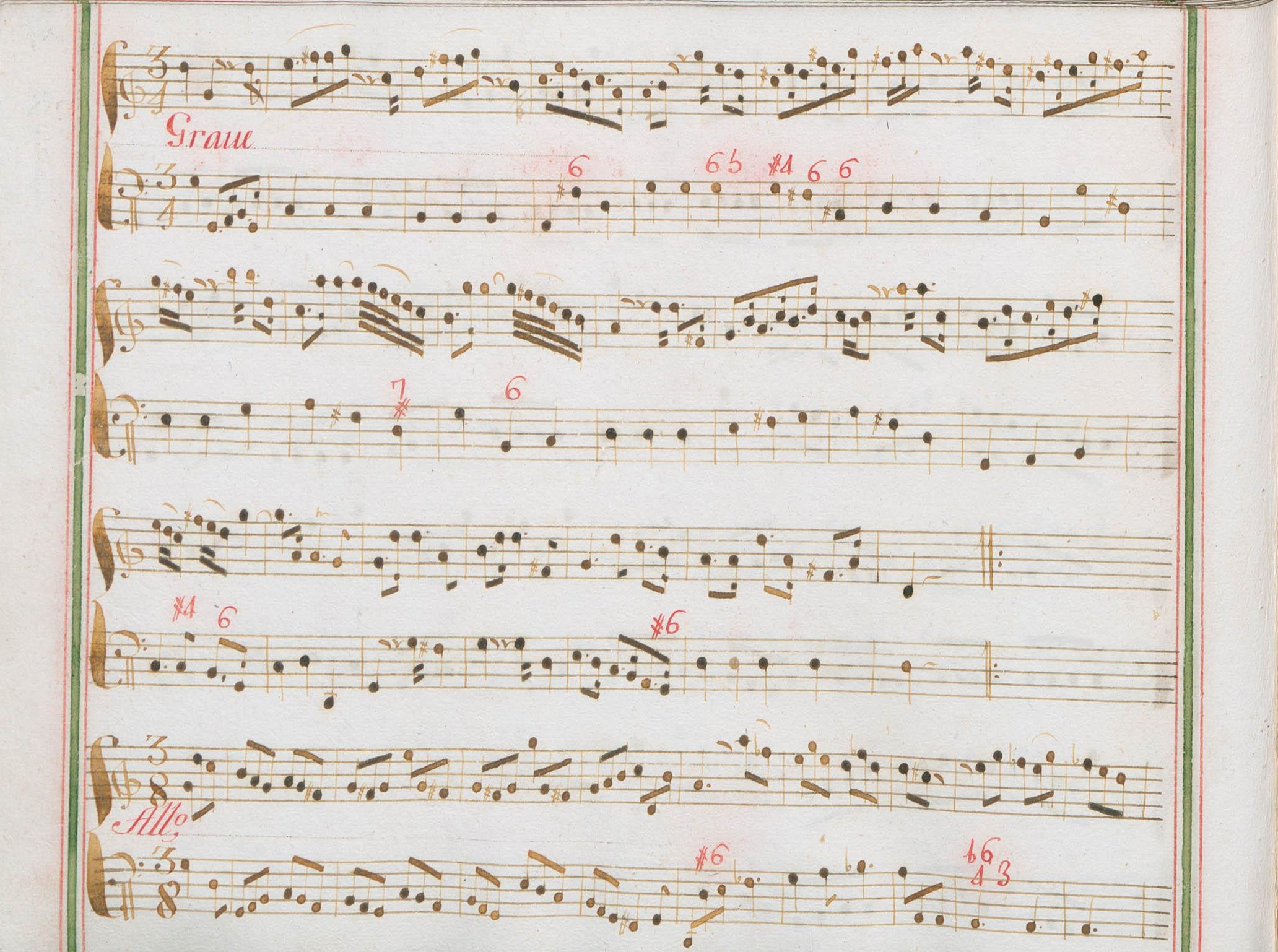
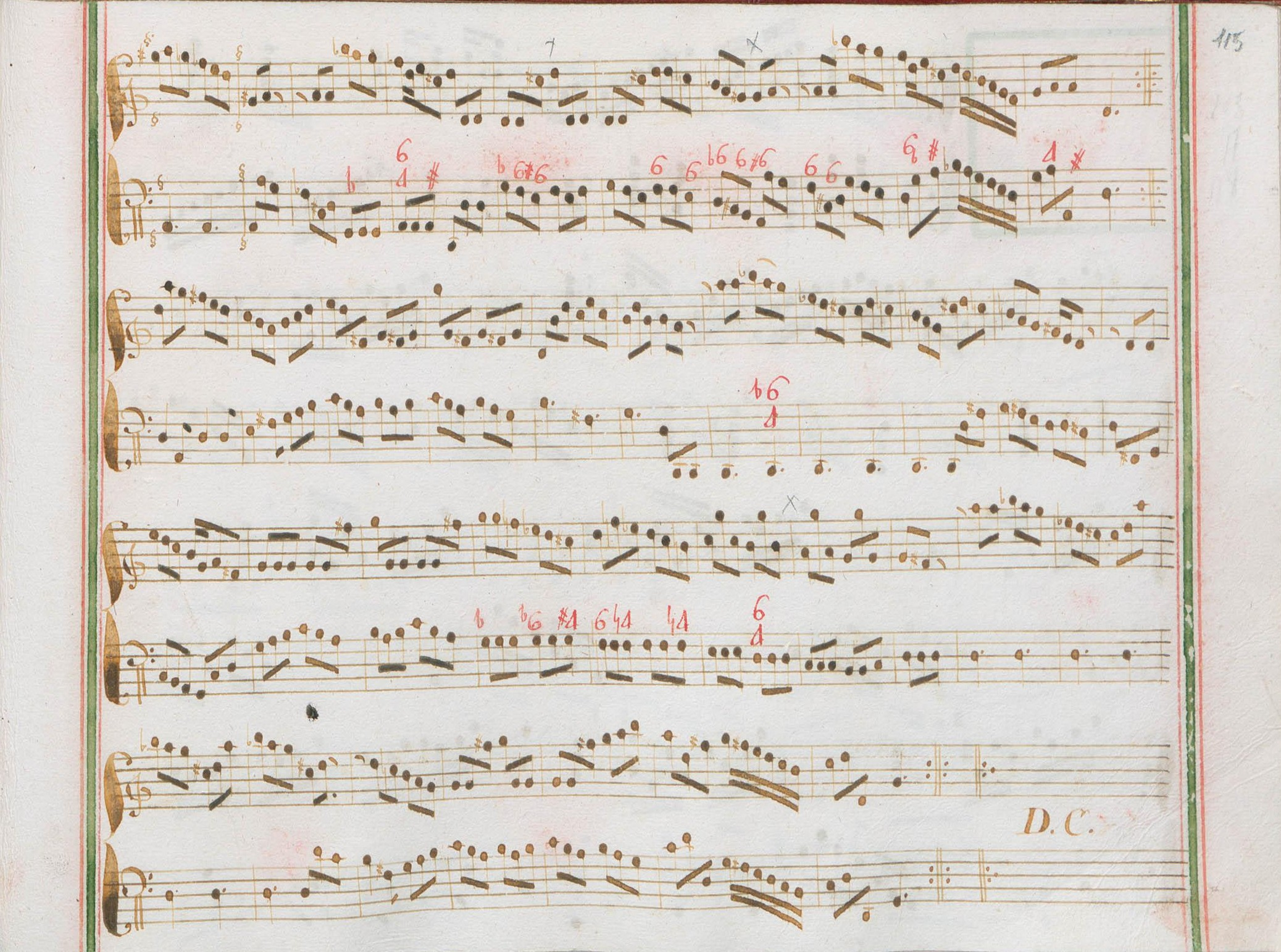

Le manuscrit principal est le numéro 56 du volume XIV (Ms. 9770) de Venise (1742), copié pour Maria Barbara.

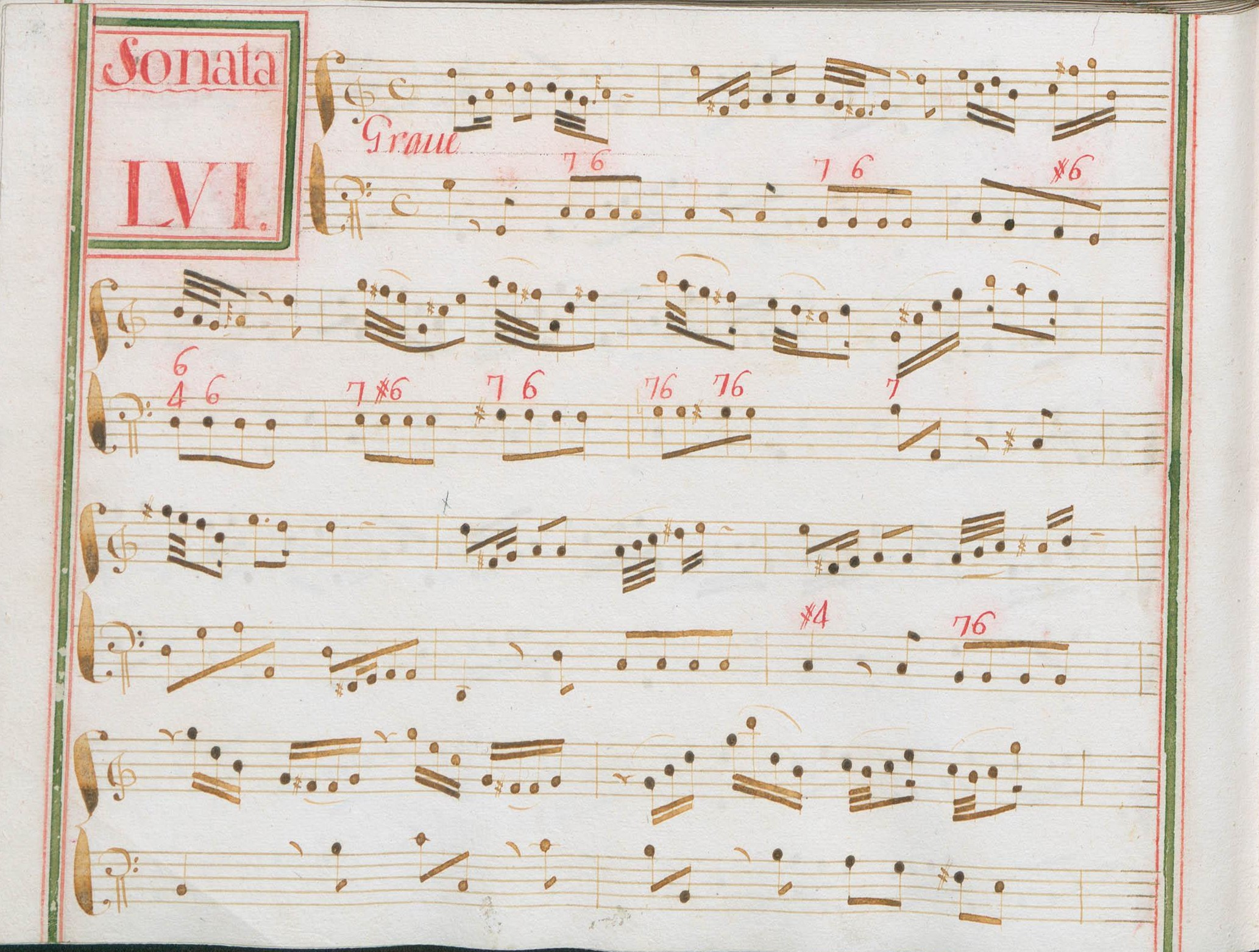
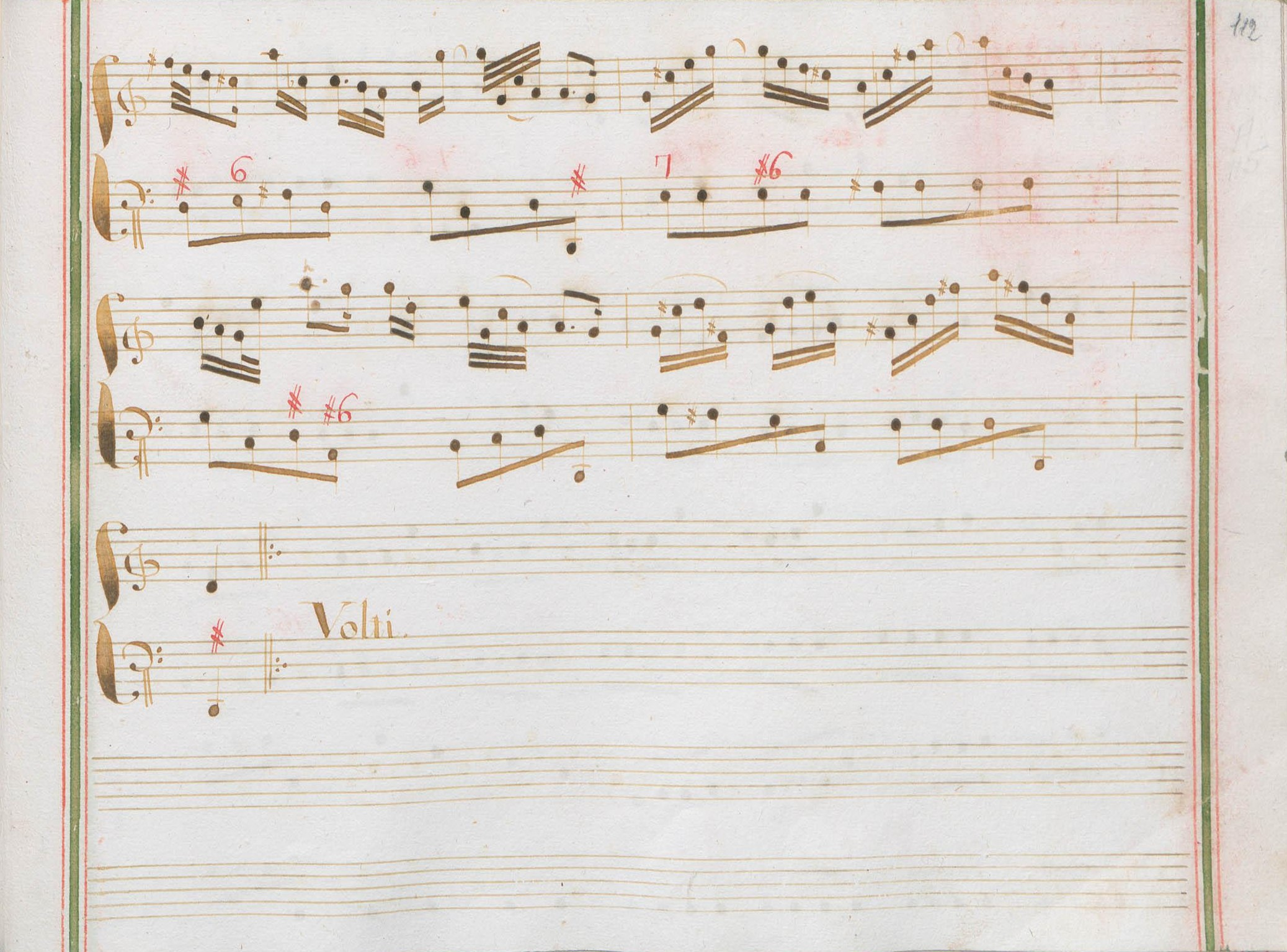
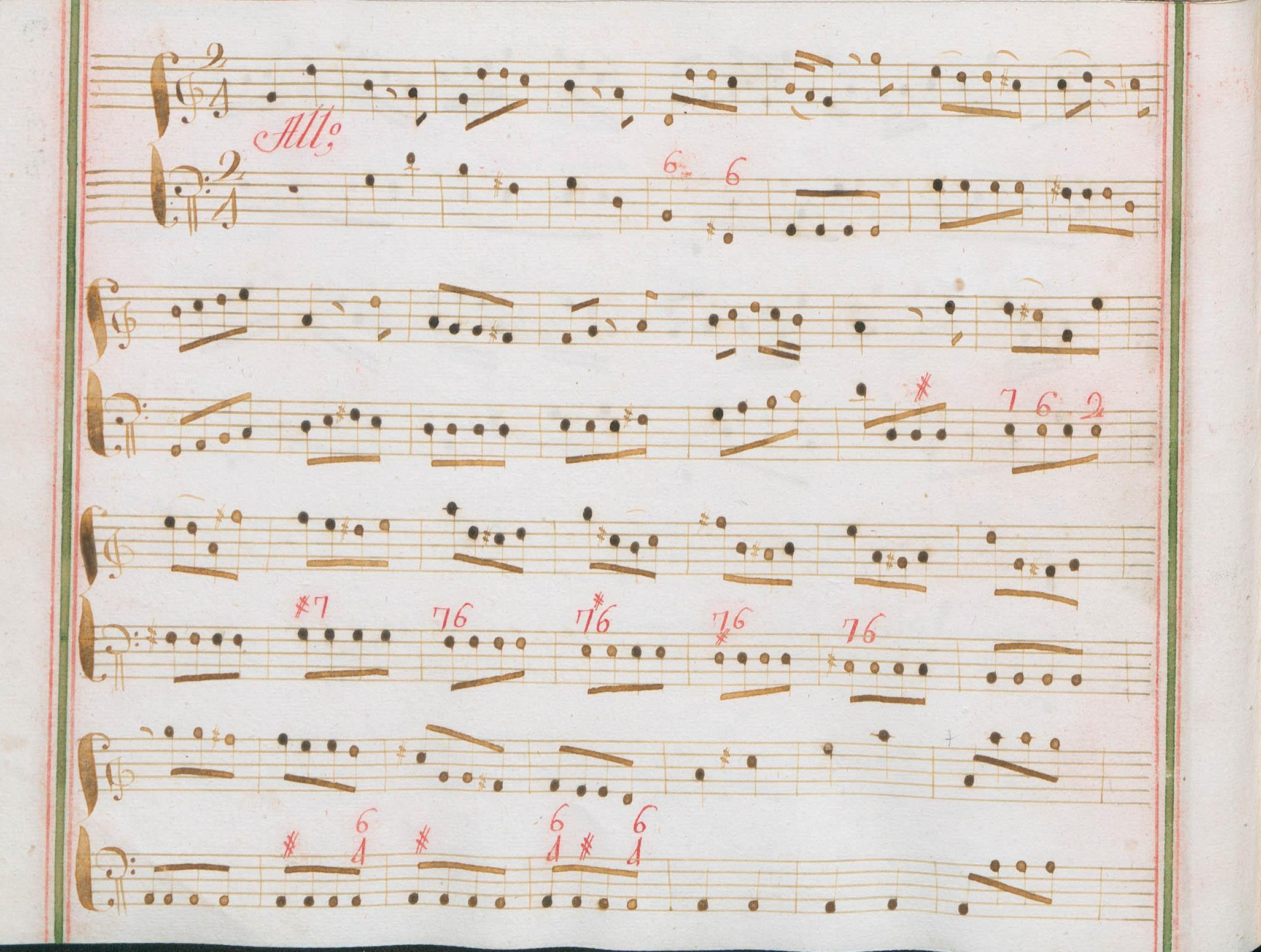

## Interprètes
Les sonates de chambre, parmi lesquelles la K. 91, ont été enregistrées, notamment par :
- Julian Olevsky, violon ; Fernando Valenti, clavecin (1955, LP Westminster XWN 18113 / Forgotten Records) — dans l'arrangement de Lionel Salter[3].
- Scott Ross : ensemble de chambre avec cordes et basson (1985, Erato)[4]
- Ugo Orlandi, mandoline et Sergio Vartolo, clavecin (2000, Bongiovanni)
- Pieter-Jan Belder : violon, clavecin, violoncelle (2001, Brilliant Classics, vol. 2)
- Richard Lester : flûte douce et clavecin (2004, Nimbus, vol. 5)
- Mauro Squillante, mandoline et Raffaele Vrenna au clavecin (2007, Stradivarius)
- Duo Capriccioso : mandoline et guitare (2008, Thorofon)
- Dorina Fratti, mandoline et Daniele Roi, clavecin (Dynamic)
- Capella Tiberina : violon et continuo (2013, Brilliant Classics)
- Ensemble Arte Mandoline (Brilliant Classics)
- Valerio Losito, viole d'amour et Andrea Coen, clavecin (Brilliant Classics)
- Pizzicar Galante : Anna Schivazappa, mandoline ; Fabio Antonio Falcone, clavecin et direction (2017, Arcana)
- Ensemble La Tempestad, dir. et arrangements de Silvia Márquez Chulilla (2018, IBS)

Soyeon Lee (2017, Naxos, vol. 21) l'interprète au piano.

## Sources
: document utilisé comme source pour la rédaction de cet article.
- Ralph Kirkpatrick (trad. de l'anglais par Dennis Collins), Domenico Scarlatti, Paris, Lattès, coll. « Musique et Musiciens », 1982 (1re éd. 1953 (en)), 493 p. (ISBN 978-2-7096-0118-4, OCLC 954954205, BNF 34689181).
- Alain de Chambure, « Domenico Scarlatti, Intégrale des sonates — Scott Ross », Erato/Éditions Costallat (2564-62092-2 (livret : 2292-45309-2)), 1985 (OCLC 891183737) .